# يا دجلة الخير (قصيدة)
يا دجلة الخير قصيدة من أشهر قصائد الشاعر العراقي محمد مهدي الجواهري، نظمها في شتاء عام 1962م حين كان مغترباً في تشيكوسلوفاكيا، وكان الشاعر يمر بأزمة نفسية حادة إثر اضطراره إلى مغادرة العراق هو وعائلته. ويبلغ عدد أبياتها 165 بيتاً.

## قصة القصيدة
جاء في مقدمة الجزء الخامس من ديوان الجواهري: "نظمت شتاء عام 1962، وكان الشاعر يمر بأزمة نفسية حادة، اثر اضطراره إلى مغادرة العراق هو وعائلته، والإقامة في مغتربه في جيكوسلوفاكيا، وكان ذلك في صيف عام 1961. نشر قسم منها لأول مرة في جريدة المستقبل يوم السبت الثاني من شباط 1963".

## مقطع من القصيدة
حيّيتُ سفْحكِ عن بُعدٍ فحيّيني
يا دجلة الخير، يا أمَّ البساتينِ
حيّيْتُ سفحكِ ظمآناً ألوذُ به
لوْذَ الحمائم بين الماءِ والطينِ
يا دجلةَ الخير يا نبْعاً أفارقُهُ
على الكراهةِ بين الحين والحينِ
إنّي وردْتُ عيون الماءِ صافيةً
نبْعاً فنبْعاً، فما كانت لترويني
وأنت يا قارباً تلْوي الرياحُ بهِ
ليَّ النسائمِ أطرافَ الأفانينِ
وددْتُ ذاك الشراع الرّخصَ لو كفني
يُحاكُ منه، غداة البيْنِ، يطويني
يا دجلة الخير: قد هانت مطامحُنا
حتى لأَدنى طِماحٍ غيرُ مضمونِ
أتضمنين مقيلاً لي سواسيةً
بين الحشائشْ أو بين الرياحينِ
خِلْواً من الهمِّ إلا همَّ خافقةٍ
بين الجوانح أعنيها وتعْنيني
تهزّني فأجاريها فتدفعُني
كالريح تُعْجلُ في دفع الطواحينِ
* * *
يا دجلة الخير: يا أطياف ساحرةٍ
يا خمر خابيةٍ في ظلّ عُرجونِ
يا سكْتَةَ الموتِ، يا أطيافَ ساحرةٍ
يا خنْجَر الغدر، يا أغصان زيتونِ
يا أمّ بغدادَ، من ظَرْفٍ ومن غَنجٍ
متى التبغْددُ حتى في الدهاقينِ
يا أمّ تلك التي من (ألف ليلتها)
للآنَ يعبقُ عطرٌ في التلاحينِ
يا مُسْتجمَّ (النواسيّ) الذي لبستْ
به الحضارة ثوباً وشْيَ (هارون)
الغاسلِ الهمّ في ثغرٍ وفي حَببٍ
والمُلْبسِ العقْلَ أزياءَ المجانينِ
والسّاحبِ الزقّ يأباهُ ويُكرِههُ
والمُنْفقِ اليوْمَ يُفْدَى بالثلاثينِ
والرّاهنِ السّابريَّ الخزّ في قَدحٍ
والمُلهمِ الفن من لهوٍ أفانينِ
والمُسمعِ الدّهرَ والدنيا وساكنَها
قرْعَ النواقيسِ في عيد الشّعانينِ
* * *
يا دجلةَ الخير: ما يُغْليكِ من حَنقٍ
يُغلي فؤادي, وما يُشجيكِ يُشجيني
ما إن تزالُ سياطُ البغْى ناقعةً
في مائكِ الطُهرِ بين الحين والحينِ
ووالغاتٌ خيولُ البغْيِ مُصبحةً
على القُرى - آمناتٍ - والدهاقينِ
يا دجْلَة الخير: أدري بالذي طَفحتْ
به مجاريك من فوقٍ إلى دُونِ
أدري على أيّ قيثارٍ قد انفجرتْ
أنغامُكِ السمّرُ عن أناتِ محزونِ
أدري بأنك من ألفٍ مَضَتْ هَدراً
للآنَ تهزْينَ من حكمِ السلاطين
تَهزين أنْ لم تَزَلْ في الشرق شاردةً
من النواويس أرواحُ الفراعينِ
تهزين من خِصْب جنّاتٍ مُنثرةٍ
على الضفافِ ومن بُؤسِ الملايينِ
تهزيْنَ من عُتقاءٍ يوم ملحمةٍ
أضفوْا دروع مطاعيمٍ مطاعينِ
الضارعين لأقدارٍ تحِلُّ بهمْ
كما تلوّى ببطن الحوت ذو النونِ
يروْن سود الرزايا في حقيقتها
ويفزعون إلى حدْسٍ وتخمينِ
والخائفين اجتداع الفقر مالهمو
والمُفضلينَ عليه جَدْعَ عِرْنينِ
واللائذين بدعوى الصبر مَجْبنةً
مستعصمين بحبْلٍ منه موهونِ
والصبرُ ما انفكّ مرداةً لمحتربٍ
ومستميتٍ، ومنجاةً لمسكينِ
يا دجلةَ الخير: والدنيا مفارقةٌ
وأيّ شرٍّ بخيرٍ غيرُ مقرونِ
وأيُّ خيْرٍ بلا شرٍّ يُلقّحهُ
طهْرُ الملائكِ من رجْسِ الشياطينِ
يا دجلةَ الخير: كم من كنْز موهبةٍ
لديْكِ في (القُمْقُمِ) المسحور مخزون
لعلّ يوماً عصُوفاً جارفاً عرساً
آت فترضيك عقبان وتُرضيني
يا دجلةَ الخير: إن الشعر هدهدةٌ
للسمع، ما بين ترخيمٍ وتنوين
عفْواً يردّد في رَفْهٍ وفي عَللٍ
لحن الحياة رخيّاً غَيْرَ ملحونِ
يا دجلة الخير: كان الشعر مُذْ رسمتْ
كفّ الطبيعةِ لوْحاً (سفرَ تكوينِ)
يا دجلة الخير: لم نصحبْ لمسْكنةٍ
لكنْ لنلْمِسَ أوجاعَ المساكينِ
هذى الخلائقُ أسفارٌ مُجسّدةٌ
المُلهمونَ عليها كالعناوينِ
إذا دجا الخطْبُ شعَت في ضمائرهم
أضواءُ حرْفٍ بليل البؤسِ مرهونِ
دَيْنٌ لزامٌ، ومحسودٌ بِنِعمتهِ
من راح منهم خليصاً غير مديونِ
* * *
يا دجلةَ الخير: هلا بعض عارفةٍ
تُسدى إليَّ على بُعدٍ فَتجْزيني
يا دجلةَ الخير: منّيني بعاطفةٍ
وألهميني سُلواناً يُسلّيني
يا دجلةَ الخير: من كلّ الاُلى خبروا
بلوايَ لم أُلْفِ حتّى مَنْ يُواسيني
يا دجلةَ الخير: خلِّي الموج مُرتفعاً
طيفاً يمرُّ وإن بعْضَ الأحايينِ
وحمّليه بحيثُ الثلجُ يغمُرني
دفْءَ (الكوانينِ) أو عطر (التشارين)
يا دجلةَ الخير: يا مَن ظلَّ طائفُها
عن كلّ ما جلت الأحلامُ يُلهيني
لو تعلمين بأطيافي ووحشتها
وددّتِ مثلي لو أنّ النوْمَ يجفوني
يا دجلةَ الخير: خلّيني وما قَسمت
لي المقاديرَ من لدْغِ الثعابينِ

## روابط خارجية
- يا دجلة الخير: حييت سفحك
- فؤاد سالم | يا دجلة الخير